# وارتا آگ
وارتا آگ (آلمانی: VARTA AG) شرکت تجهیزات الکتریکی آلمانی است، که در سال ۱۸۸۷ تأسیس شد.